# Meridiano 166 E
O meridiano 166 E é um meridiano que, partindo do Polo Norte, atravessa o Oceano Ártico, Ásia, Oceano Pacífico, Oceano Antártico, Antártida e chega ao Polo Sul. Forma um círculo máximo com o Meridiano 14 W.
Começando no Polo Norte, o meridiano 166º Este tem os seguintes cruzamentos:
| País, território ou mar | Notas |
| ----------------------- | --- |
| Oceano Ártico           | |
| Mar Siberiano Oriental  | |
| Rússia                  | Okrug Autónomo de Chukotka Krai de Kamchatka                                                                                                  |
| Mar de Bering           | |
| Rússia                  | Krai de Kamchatka - Ilha de Bering |
| Oceano Pacífico         | |
| Ilhas Marshall          | Atol Wotho |
| Oceano Pacífico         | Passa entre os atóis Ujae e Lae, Ilhas Marshall · Passa a oeste das Ilhas Reef, Ilhas Salomão · Passa a leste da ilha Tinakula, Ilhas Salomão |
| Ilhas Salomão           | Ilhas Nendo e Nibanga |
| Nova Caledônia          | |
| Mar de Coral            | |
| Oceano Pacífico         | |
| Nova Zelândia           | Ilha Auckland e Ilha Adams |
| Oceano Pacífico         | |
| Oceano Antártico        | |
| Antártida               | Dependência de Ross, reivindicada pela Nova Zelândia                                                                                          |
| Oceano Antártico        | Mar de Ross |
| Antártida               | Dependência de Ross, reivindicada pela Nova Zelândia                                                                                          |